# Dan Nistor
Pour les articles homonymes, voir Nistor.
Dan Nistor, né le 6 mai 1988 à Rucăr en Roumanie, est un footballeur roumain qui évolue au poste de milieu de terrain à l'Universitatea Cluj.

## Carrière

### Carrière en club

#### En Roumanie
Nistor fait ses débuts en tant que milieu de terrain en 2008 dans un club de deuxième division en Roumanie. 
Il fait ses débuts en tant que professionnel lors de la saison 2009-10, durant laquelle il joue pour le Dacia Mioveni. 
En 2010, Nistor signe un contrat de 4 ans avec le CS Pandurii, club évoluant en Liga I, première division roumaine. Lors de la saison 2011-12, le CS Pandurii termine le championnat à la septième place et Nistor commence à être remarqué. 
Mais c'est bien la saison 2012-13 qui lance Nistor en Liga I. Le CS Pandurii termine le championnat à la deuxième place et Nistor devient vice-champion de Roumanie.
En 2013, il fait ses débuts en Ligue Europa avec le club de Pandurii, en jouant notamment lors du troisième tour de qualification contre l'Hapoël Tel-Aviv.

#### En France
En août 2013, il signe un contrat de trois ans à l'Évian Thonon Gaillard Football Club (Ligue 1) pour la somme de 800 000€. En janvier 2014, il est prêté dans son ancien club le CS Pandurii. Durant l'été 2014, son prêt y est prolongé. 

### Carrière internationale
En novembre 2012, Nistor est appelé pour la première fois avec l'équipe nationale roumaine pour jouer contre la Belgique en amical. La Roumanie l'emportera sur le score de 2 buts à 1.

## Palmarès
- Vice-Champion de Roumanie en 2013 avec le CS Pandurii Târgu Jiu
- Vainqueur de la Coupe de la Ligue roumaine en 2017 avec le Dinamo Bucarest
- Vainqueur de la Coupe de Roumanie en 2021 avec l'Universitatea Craiova